# Brok
Pour les articles homonymes, voir Brok (homonymie).
Brok (prononciation : [brɔk]) est une ville polonaise de le powiat d'Ostrów Mazowiecka de la voïvodie de Mazovie dans le centre-est de la Pologne.
La ville est le siège administratif (chef-lieu) de la Gmina Brok.
Elle se situe à 77 kilomètres au nord-est de Varsovie, capitale de la Pologne.

## Histoire
Première mention du village au XIIIe siècle, Brok obtient le statut de ville à partir de 1501.
De 1975 à 1998, Brok est attachée administrativement à la voïvodie d'Ostrołęka. Depuis le 1er janvier 1999, à la suite de la réforme administrative et territoriale, Myszyniec fait partie de la Voïvodie de Mazovie.